# سان فولخنسیو

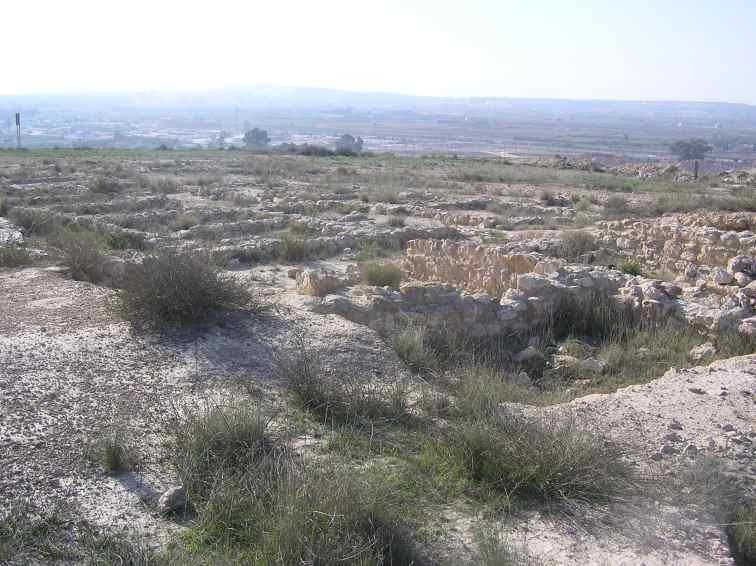
نمایی از دهستان سان فولخنسیو در استان آلیکانتهٔ اسپانیا - ۲۰۰۷

سان فولخنسیو دهستانی در استان آلیکانتهٔ اسپانیا است.
در این دهستان ۹٬۵۹۷ نفر زندگی می‌کنند. مساحت این دهستان ۱۹٫۶۲ کیلومتر مربع است.